# Миньяр (станция)
Минья́р — железнодорожная станция Башкирского региона Куйбышевской железной дороги, расположенная в городе Миньяре Челябинской области на Вокзальной ул.

## Информация
Станция была основана в 1890 году в ходе строительства Самаро-Златоустовской железной дороги.
На станции производятся все виды грузовых и пассажирских операций: приём и выдача грузов на подъездных путях, повагонное обслуживание складских операций, продажа билетов на поезда местного и дальнего следования, багажные операции.
В 1969 году была проведена реконструкция станции, в ходе которой внедрены электрическая централизация стрелок и сигналов, радиоинформация пассажиров, радиосвязь на маневрах; в товарной конторе был установлен телетайп; пассажиры стали обслуживаться в капитально отремонтированном вокзале.

## Дальнее сообщение
По графику 2020 года через станцию курсируют следующие поезда дальнего следования:

### Круглогодичное движение поездов
| № поезда | Маршрут движения       | № поезда | Маршрут движения       |
| -------- | ---------------------- | -------- | ---------------------- |
| 11       | Владивосток — Самара   | 12       | Самара — Владивосток   |
| 87       | Нижневартовск — Самара | 88       | Самара — Нижневартовск |
| 101      | Нижневартовск — Пенза  | 102      | Пенза — Нижневартовск  |
| 331      | Новый Уренгой — Уфа    | 332      | Уфа — Новый Уренгой    |
| 391      | Челябинск — Москва     | 392      | Москва — Челябинск     |

### Сезонное движение поездов
| № поезда | Маршрут движения         | № поезда | Маршрут движения         |
| -------- | ------------------------ | -------- | ------------------------ |
| 455      | Челябинск — Новороссийск | 456      | Новороссийск — Челябинск |